# Hold Back the Night
Hold Back the Night is een Amerikaanse oorlogsfilm uit 1956 onder regie van Allan Dwan. In Nederland werd de film destijds uitgebracht onder de titel Bazooka's en whisky.

## Verhaal
Kapitein Sam McKenzie is een marineofficier tijdens de Tweede Wereldoorlog en de Koreaanse Oorlog. Hij vertelt zijn eenheid het verhaal achter de whiskyfles, die hij altijd bij zich draagt, maar waar hij nooit van drinkt.

## Rolverdeling
| Acteur        | Personage              |
| ------------- | ---------------------- |
| John Payne    | Kapitein Sam McKenzie  |
| Chuck Connors | Sergeant Ekland        |
| Peter Graves  | Luitenant Lee Couzens  |
| Mona Freeman  | Anne Franklin McKenzie |
| Robert Easton | Ackerman               |